# Georgia Engel
Georgia Bright Engel (Washington, 28 luglio 1948 – Princeton, 12 aprile 2019) è stata un'attrice e doppiatrice statunitense.
Nota per il ruolo di Georgette Franklin Baxter nella sitcom The Mary Tyler Moore Show (1972-1977), recitò anche in alcuni musical a Broadway, tra cui The Drowsy Chaperone e Hello Dolly!.
Era sorella di Robin Engel, che fu eletta Miss Hawaii nel 1967.

## Filmografia parziale
- Taking Off, regia di Miloš Forman (1971)
- Fantasilandia (Fantasy Island) – serie TV, episodio 1x03 (1978)
- Il dottor Dolittle 2 (Dr. Dolittle 2), regia di Steve Carr (2001) - voce
- Boog & Elliot - A caccia di amici (Open Season) (2006) - voce
- Due uomini e mezzo (Two and a Half Men) – serie TV, 2 episodi (2012)
- Un weekend da bamboccioni 2 (Grown Ups 2), regia di Dennis Dugan (2013)

## Doppiatrici italiane
Nelle versioni in italiano delle opere in cui ha recitato, Georgia Engel è stata doppiata da:
- Alina Moradei ne La cosa più dolce...
- Cristina Noci in Due uomini e mezzo